# Claudio Pea
Claudio Pea (Venezia, 13 agosto 1949) è un giornalista italiano.

## Biografia
Nato a Mestre e diplomato a Liceo classico, tra il 1969 e il 1971 frequenta Medicina a Padova e Farmacia a Ferrara. Dagli anni ottanta al 1999 è stato inviato speciale per Il Giorno. Dal 1999 lavora come giornalista freelance.
Opinionista per il sito Siena News, ha svolto questo ruolo anche in varie trasmissioni televisive come Lunedì GOL su Canale Italia e per varie emittenti locali venete.
È stato direttore della comunicazione del Venezia.
Il suo nome balzò agli onori delle cronache sportive italiane nel 1982 quando, durante i Mondiali in Spagna, scrisse un articolo su Paolo Rossi e Antonio Cabrini che portò al silenzio stampa della Nazionale Italiana. Nel 1983, assieme al collega Paolo Ziliani, realizzò un reportage per Il Giorno relativo a un presunto tentativo di combine in occasione della partita Genoa-Inter del 27 marzo. L'inchiesta giornalistica sfociò in due procedimenti giudiziari da parte della magistratura sportiva e penale, che si conclusero rispettivamente con un'assoluzione e un'archiviazione.